# Мостовой, Николай Александрович
Николай Александрович Мостовой (23 января 1919 — 21 мая 1991) — командир эскадрильи 22-го гвардейского бомбардировочного авиационного полка 321-й бомбардировочной авиационной дивизии 8-й воздушной армии 4-го Украинского фронта, гвардии капитан. Герой Советского Союза.

## Биография
Родился 23 января 1919 года в селе Новосёловка Первая ныне Ясиноватского района Донецкой области Украины. Работал токарем на заводе в городе Сталино.
В Красной армии с декабря 1937 года. Участник Великой Отечественной войны с августа 1941 года. Сражался на Западном, 1-м и 4-м Украинских фронтах. К маю 1945 года совершил 213 боевых вылетов на дальнюю разведку и бомбардировку важных объектов в тылу противника, а также на переднем крае его обороны.
29 июня 1945 года за образцовое выполнение боевых заданий командования и проявленные при этом мужество и героизм гвардии капитану Мостовому Николаю Александровичу присвоено звание Героя Советского Союза с вручением ордена Ленина и медали «Золотая Звезда».
После войны продолжал службу в строевых частях ВВС. С мая 1970 года полковник Мостовой в запасе. Скончался 21 мая 1991 года. Похоронен на кладбище села Леониха Щёлковского района Московской области.

## Награды
- Медаль «Золотая Звезда» Героя Советского Союза (29.06.1945)[2][3].
- Орден Ленина (29.06.1945).
- Орден Красного Знамени (14.08.1943)[4].
- Орден Отечественной войны 1-й степени (06.04.1985)[5].
- Орден Отечественной войны 2-й степени (11.09.1944)[6].
- Два ордена Красной Звезды (29.07.1942[7]; 1953).
- Медали.

## Память
В посёлке Чкаловский на доме № 14 по улице Гагарина, в котором с 1983 по 1991 годы проживал Герой, установлена мемориальная доска.